# ぼくのぴこ〜ショタアイドル誕生!〜
『ぼくのぴこ〜ショタアイドル誕生!〜』（ぼくのぴこ ショタアイドルたんじょう）は、シリーズぴこの主人公であるぴこの通算1枚目のアルバム。2007年9月26日にキングレコードよりリリース。

## 解説
シリーズぴこの主人公であるぴこの本格的歌手デビュー作品。OVA『ぼくのぴこ』、『ぴことちこ』、『pico〜ぼくの小さな夏物語〜』の主題歌及び挿入歌が収録されており、新曲が2曲収録されている。初回プレス限定特典として『ぴこのおねだりボイス』が収録されている。

## 収録曲
1. すき〜夏をみつけたくて〜
  - 作詞：金子政路 / 作曲・編曲：勝誠二
  - OVA『pico〜ぼくの小さな夏物語〜』主題歌
2. ひまわりの頃
  - OVA『pico〜ぼくの小さな夏物語〜』挿入歌
  - 作詞：金子政路 / 作曲・編曲：勝誠二
3. 夏休み（歌：ぴことちこ）
  - OVA『ぴことちこ』主題歌
  - 作詞：金子政路 / 作曲・編曲：忍
4. 恋をしようよ
  - OVA『ぼくのぴこ』主題歌
  - 作詞：金子政路 / 作曲・編曲：忍
5. すき〜夏をみつけたくて〜（カラオケ）
6. ひまわりの頃（カラオケ）
7. 夏休み（カラオケ）
8. 恋をしようよ（カラオケ）